# روبيرتو مالتاجلياتي
روبيرتو مالتاجلياتي (بالإيطالية: Roberto Maltagliati)‏ (7 أبريل 1969 في إيطاليا - ) هو لاعب كرة قدم إيطالي في مركز الدفاع. لعب مع نادي أنكونا ونادي بارما ونادي بياتشينزا ونادي تورينو ونادي سبيزيا ونادي كالياري وFC Canavese ‏ وASD Solbiatese Calcio 1911 ‏ وUS Corsico ‏.